# Володимир Святополкович
Володимир Святополкович (?—1228) — князь пінський (1190–1223), князь турівський (1 червня 1223—1228). Він був старшим сином Святополка III Юрійовича, онуком Юрія Ярославича. Після свого батька пінським князем став Святополк III Юрійович. Згадується як пінський князь у 1204, 1206 та 1207 роках. Після смерті в битві на Калці своїх двоюрідних братів, князя Святослава Ярославича, дубровицького князя Олександра Глібовича, несвізького князя Юрія Ярополчича і турівського князя Андрія Івановича, Володимир Святополкович став князем турівським і зберіг пінський престол. Помер у 1228 році, його наступником у турівському князюванні став син Андрія Івановича Юрій. На пінський престол зійшов брат Володимира Ростислав Святополкович.

## Нащадки
- Володимир — князь Пінський.
- Михайло — князь Пінський.